# Stegastes altus
Stegastes altus är en fiskart som först beskrevs av Okada och Ikeda, 1937.  Stegastes altus ingår i släktet Stegastes och familjen Pomacentridae. Inga underarter finns listade i Catalogue of Life.